# Tự oxy hóa khử
Trong hóa học, tự oxy hóa khử hay dị phân, dị ly (tiếng Anh: disproportionation hoặc dismutation) là một phản ứng oxy hóa khử trong đó nguyên tử của một nguyên tố có trạng thái oxy hóa trung gian tham gia vào cả hai quá trình khử và quá trình oxy hóa tạo ra hai sản phẩm. Tổng quát hơn, thuật ngữ này có thể được áp dụng cho bất kỳ phản ứng nào thuộc loại sau: 2A → A' + A", bất kể đó là phản ứng oxy hóa khử hay một số loại phản ứng khác.

## Phương trình tiêu biểu

### Phản ứng thuận
Thủy ngân(I) chloride tự oxy hóa khử khi bị chiếu xạ tia cực tím:
{\displaystyle {\ce {Hg2Cl2 -> Hg + HgCl2}}}
Acid phosphorơ tự oxy hóa khử khi đun nóng để tạo ra acid phosphoric và phosphin:
{\displaystyle {\ce {4 H3PO3 -> 3 H3PO4 + PH3}}}

### Phản ứng nghịch
Phản ứng tự oxy hóa nghịch xảy ra khi một hợp chất ở trạng thái oxy hóa trung gian được hình thành từ các tiền chất của trạng thái oxy hóa thấp hơn và cao hơn, được gọi là phản ứng hợp phân (comproportionation hay synproportionation):
Khi pin chì hoạt động có phản ứng hợp phân xảy ra như sau:
{\displaystyle {\ce {Pb + PbO2 + 2 H2SO4 -> 2 PbSO4 + 2 H2O}}}
Trong phương pháp Claus, hai hợp chất khí khác nhau của lưu huỳnh phản ứng khi có mặt chất xúc tác để tạo ra lưu huỳnh đơn chất:
{\displaystyle {\ce {2 H2S + SO2 -> 3 S + 2 H2O}}}

## Lịch sử nghiên cứu
Phản ứng tự oxy hóa đầu tiên được nghiên cứu chi tiết là:
{\displaystyle {\ce {2Sn^2+ -> Sn^4+ + Sn}}}
Điều này đã được Johan Gadolin khảo sát bằng cách sử dụng tartrat vào năm 1788. Trong bài viết tiếng Thụy Điển của mình, ông gọi phản ứng này là "söndring".

## Các ví dụ khác
- Khí chlor phản ứng với natri hydroxide loãng tạo thành natri chloride, natri chlorat và nước. Phương trình ion cho phản ứng này như sauː[6]

{\displaystyle {\ce {3Cl2 + 6OH- -> 5Cl- + ClO3- + 3H2O}}}
Chlor ban đầu ở trạng thái oxy hóa 0 sau đó bị oxy hóa thành ion Cl− có số oxi hóa −1, đồng thời bị khử thành ion ClO3− có số oxy hóa +5.
- Sự phân hủy của nhiều hợp chất halogen liên quan đến sự tự oxy hóa khử. Brom monofluoride trải qua phản ứng tự oxy hóa khử để tạo thành brom trifluoride và brom:[7]

{\displaystyle {\ce {3 BrF -> BrF3 + Br2}}}
- Quá trình phân hủy gốc tự do superoxide thành hydro peroxide và oxy được xúc tác trong các hệ thống sống nhờ enzyme superoxide dismutase:

{\displaystyle {\ce {2 O2- + 2H+ -> H2O2 + O2}}}
Trạng thái oxy hóa của khí oxy ban đầu là 0, sau phản ứng là −1/2 trong anion gốc tự do superoxide, −1 trong hydro peroxide.
- Trong phản ứng Cannizzaro, một aldehyde được chuyển thành rượu và acid carboxylic. Tương tự, trong phản ứng Tishchenko sản phẩm của phản ứng oxy hóa khử hữu cơ là este tương ứng. Trong phản ứng chuyển vị Kornblum–DeLaMare, một peroxide được chuyển đổi thành keton và rượu.
- Sự tự oxy hóa khử của hydro peroxide tạo thành nước và oxy được xúc tác bởi kali iodua hoặc enzyme catalase:

{\displaystyle {\ce {2 H2O2 -> 2 H2O + O2}}}
- Trong phản ứng Boudouard, carbon monoxide tự oxy hóa khử tạo ra carbon và carbon dioxide. Phản ứng này được sử dụng trong phương pháp HiPco để sản xuất ống nano carbon, carbon monoxide ở áp suất cao sẽ tự oxy hóa khử khi được xúc tác bởi sắt dạng hạt:

{\displaystyle {\ce {2 CO <=> C + CO2}}}
- Nitơ có trạng thái oxy hóa +4 trong nitơ dioxide, nhưng khi hợp chất này phản ứng với nước, nó tạo thành cả acid nitric và acid nitơ, trong đó nitơ lần lượt có trạng thái oxy hóa +5 và +3 tương ứng:

{\displaystyle {\ce {2NO2 + H2O -> HNO3 + HNO2}}}
- Dithionit trải qua quá trình thủy phân trong axit thành thiosulfat và bisulfit[8]

{\displaystyle {\ce {2{S2O4^{2-}}+H2O->{S2O3^{2-}}+2HSO3-}}}
- Dithionite cũng trải qua quá trình thủy phân trong kiềm thành sulfit và sulfua:[8]

{\displaystyle {\ce {3 Na2S2O4 + 6 NaOH -> 5 Na2SO3 + Na2S + 3 H2O}}}
- Dithionate được điều chế ở quy mô lớn hơn bằng cách oxy hóa dung dịch nguội của lưu huỳnh dioxide bằng mangan dioxide:[9]

{\displaystyle {\ce {2 MnO2 + 3 SO2 -> MnS2O6 + MnSO4}}}

## Hóa sinh học
Năm 1937, Hans Adolf Krebs, người phát hiện ra chu trình Krebs, đã xác nhận quá trình phân hủy kỵ khí của acid pyruvic thành acid lactic, acid acetic và CO2 bởi một số vi khuẩn theo phản ứng tổng quát:
2 acid pyruvic + H2O → acid lactic + acid acetic + CO2
Việc biến đổi acid pyruvic thành các phân tử nhỏ khác (etanol + CO2, hoặc lactat và acetat, tùy thuộc vào điều kiện môi trường) cũng là một bước quan trọng trong phản ứng lên men. Các phản ứng lên men cũng có thể được coi là các phản ứng sinh hóa tự oxy hóa khử. Thật vậy, chất cho và chất nhận electron trong các phản ứng oxy hóa khử của hệ thống sinh hóa phức tạp này là các phân tử hữu cơ giống nhau.
Một ví dụ khác về phản ứng khử quá trình sinh hóa là sự tự oxy hóa khử của acetaldehyd thành etanol và acid acetic.
Trong quá trình hô hấp, các electron được chuyển từ cơ chất (chất cho điện tử) sang chất nhận điện tử. Trong trường hợp lên men, một phần của phân tử cơ chất tự nhận các điện tử. Do đó, quá trình lên men là một kiểu phản ứng tự oxy hóa khử và không liên quan đến sự thay đổi tổng thể trạng thái oxy hóa của cơ chất. Hầu hết các cơ chất lên men là các phân tử hữu cơ. Tuy nhiên, một số vi khuẩn khử sulfat nhất định (ví dụ như Desulfovibrio sulfodismutans) có một kiểu lên men hiếm gặp, chúng có thể lên men tự oxy hóa khử các hợp chất lưu huỳnh vô cơ.